# Festuca nigrescens
Festuca nigrescens es una especie de planta herbácea perteneciente a la familia de las poáceas. Es originaria de Europa.

## Taxonomía
Festuca nigrescens fue descrita por Jean-Baptiste Lamarck y publicado en Encyclopédie Méthodique, Botanique 2: 460. 1788.
Etimología
Festuca: nombre genérico que deriva del latín y significa tallo o brizna de paja, también el nombre de una mala hierba entre la cebada.
nigrescens: epíteto latino que significa "negruzco".
Sinonimia
- Festuca amethystea Pourr. ex Nyman
- Festuca denudata Dumort.
- Festuca fallax var. nigrescens (Lam.) Beck
- Festuca heterophylla var. alpina Godr.
- Festuca heterophylla var. nigrescens (Lam.) Griseb. ex Ledeb.
- Festuca microphylla (St.-Yves) Patzke
- Festuca rubra subsp. caespitosa Hack.
- Festuca rubra f. heterophylla Nyár.
- Festuca rubra subsp. microphylla St.-Yves
- Festuca rubra var. microphylla (St.-Yves) O.Bolòs & Vigo
- Festuca versicolor J.Presl ex Kunth
- Schedonorus nigrescens (Lam.) P.Beauv.[4][5]